# 1/2 − 1/4 + 1/8 − 1/16 + ⋯
数学において、無限級数 1/2 − 1/4 + 1/8 − 1/16 + … は絶対収束する交項級数の簡単な例である。
これは初項 1/2、公比 −1/2 の等比数列であり、その和は以下のようになる。
{\displaystyle {\frac {1}{2}}-{\frac {1}{4}}+{\frac {1}{8}}-{\frac {1}{16}}+\cdots ={\frac {\tfrac {1}{2}}{1-(-{\tfrac {1}{2}})}}={\frac {1}{3}}}

## ハッケンブッシュと超現実数
この級数を僅かに変えると以下の級数になる。
{\displaystyle 1-{\frac {1}{2}}-{\frac {1}{4}}+{\frac {1}{8}}-{\frac {1}{16}}+\cdots ={\frac {1}{3}}}

Demonstration of 2/3 via a zero-value game

この級数は正の整数に正か負の符号をつけたすべての2の負冪を含む級数を足した形であるので、超現実数 1/3 を表す無限の青赤のハッケンブッシュ列で表現することができる。 
LRRLRLR… = 1/3
Rが続く部分を除去して少しシンプルなハッケンブッシュ列を得る。
LRLRLRL… = 2/3
ハッケンブッシュゲームの構造の言葉で言えば、この等式は右に描かれたボードが 0 の値をもつことを意味する。どちらのプレイヤーが動こうが、2番目のプレイヤーが勝つ戦術をもっている。

## 関連する級数
- 1/2 + 1/4 + 1/8 + 1/16 + ⋯ は絶対収束するということは、収束する。実際後者の級数は 1 に収束し、1 の二進展開の一つが 0.111… であることを証明している。
- 級数 1/2 − 1/4 + 1/8 − 1/16 + … の項を2つずつまとめると、同じ和をもつ別の幾何級数 1/4 + 1/16 + 1/64 + 1/256 + … になる。この級数は、数学史上最初に和が計算されたものの一つである。アルキメデスが紀元前250年から200年頃に使用したのである[3]。
- 発散級数 1 − 2 + 4 − 8 + … のオイラー変換（英語版）は、1/2 − 1/4 + 1/8 − 1/16 + … である。したがって、前者の級数は普通の意味では和をもたないにもかかわらず、1/3 にEuler summable（英語版）である[4]。